# Чигнік-Лагун (Аляска)
Чигнік-Лагун (англ. Chignik Lagoon) — переписна місцевість (CDP) в США, в окрузі Лейк-енд-Пенінсула штату Аляска. Населення — 72 особи (2020).

## Географія
Чигнік-Лагун розташований за координатами 56°18′17″ пн. ш. 158°29′55″ зх. д. / 56.30472° пн. ш. 158.49861° зх. д. (56.304623, -158.498510).  За даними Бюро перепису населення США в 2010 році переписна місцевість мала площу 35,67 км², уся площа — суходіл.

## Демографія
Згідно з переписом 2010 року, у переписній місцевості мешкало 78 осіб у 29 домогосподарствах у складі 23 родин. Густота населення становила 2 особи/км².  Було 66 помешкань (2/км²).
Расовий склад населення:
| - 62,8 % — корінних американців - 20,5 % — білих - 1,3 % — азіатів - 3,8 % — осіб інших рас |

До двох чи більше рас належало 11,5 %. Частка іспаномовних становила 3,8 % від усіх жителів.
За віковим діапазоном населення розподілялося таким чином: 29,5 % — особи молодші 18 років, 61,5 % — особи у віці 18—64 років, 9,0 % — особи у віці 65 років та старші. Медіана віку мешканця становила 36,0 року. На 100 осіб жіночої статі у переписній місцевості припадало 105,3 чоловіків;  на 100 жінок у віці від 18 років та старших — 120,0 чоловіків також старших 18 років.
Середній дохід на одне домашнє господарство  становив 104 603 долари США (медіана — 93 438), а середній дохід на одну сім'ю — 118 927 доларів (медіана — 110 000). 
Цивільне працевлаштоване населення становило 29 осіб. Основні галузі зайнятості: освіта, охорона здоров'я та соціальна допомога — 41,4 %, сільське господарство, лісництво, риболовля — 27,6 %, публічна адміністрація — 17,2 %.